# Кузнецов, Виталий Алексеевич
Виталий Алексеевич Кузнецов (1912 — ?) — специалист в области радиолокации, конструктор корабельных РЛС обнаружения, лауреат Сталинской премии (1951).
Родился в 1912 году.
Окончил Военную академию связи им. С. М. Будённого (1943).
Работал на московском заводе № 703 (Завод № 703 НКСП, МЗ «Салют» МРП, п/я 3046, Московское производственно-техническое объединение (МПТО), МПО «Салют», А-3819, Государственный Московский Завод (ГМЗ) «Салют», ФГУП "ГМЗ «Салют» Россудостроения, / Москва, Перово Поле, пос. Владимирский, сейчас – ОАО НПП «Салют»): ведущий инженер. 
С 1946 г. заместитель главного конструктора панорамной станции «Гюйс-2».
С 1959 г. главный конструктор РЛС «Рубка» для кораблей малого водоизмещения.
Лауреат Сталинской премии 1951 г. — за разработку новой аппаратуры.